# Нюрнбергер, Йозеф Эмиль
Йозеф Эмиль Нюрнбергер (нем. Joseph Christian Emil Nürnberger; 5 октября 1779, Магдебург — 6 февраля 1848, Ландсберг) — германский математик, писатель и переводчик. Отец Вольдемара Нюрнбергера.
Родился в семье потомков французских гугенотов, его отец был военным. Получил обширное домашнее образование под руководством известных педагогов. С детства заинтересовался древней историей, но был вынужден поступить на работу в прусское почтовое ведомство чиновником. Работал в Магдебурге, Цербсте и Бернбурге, в 1801 году перешёл в Ландсберг начальником отделения. В период оккупации страны войсками Наполеона не проявлял активности и в свободное от службы время занимался науками. В 1816 году в Университете Галле получил докторскую степень в области математики, представив диссертацию «Исследования и открытия в области высшего анализа» (нем. Untersuchungen und Entdeckungen in der höheren Analysis). В 1823 году получил ранг гофрата, в 1829 году стал почтмейстером Ландсберга, впоследствии стал тайным советником.
Помимо математических трудов и нескольких написанных в поздние годы сочинений по астрономии, Нюрнбергер написал философский роман в письмах «Натюрморт» (нем. Stillleben; 1839) и выпустил ряд сборников короткой прозы: «Novellenkranz» (1830), «Erzählungen» (1834), «Ernste Novellen und Skizzen» (1839), а также книгу стихов. Много переводил из латинской поэзии, в том числе «Энеиду» и «Георгики» Вергилия, «Метаморфозы» Овидия, оды Горация, элегии Тибулла; переводы эти, однако, были выполнены довольно архаичным немецким стихом, никак не передававшим строй античного оригинала, и были встречены насмешками критики.